# Medinilla
Medinilla es un municipio de España perteneciente a la provincia de Ávila, en la comunidad autónoma de Castilla y León. Forma parte de la comarca del Alto Tormes, cerca del Berrueco. Cuenta con un museo de los lavaderos antiguos que se usaban en épocas del Imperio Romano. En 2017 contaba con una población de 102 habitantes.

## Geografía
La localidad está situada a una altitud de 1066 m s. n. m.
| Noroeste: Sorihuela        | Norte: Santibáñez de Béjar (Salamanca) | Noreste: Puente del Congosto (Salamanca) |
| Oeste: Neila de San Miguel |                                        | Este: El Tejado (Salamanca)              |
| Suroeste: Becedas          | Sur: Gilbuena                          | Sureste: Junciana                        |

El municipio presenta un peculiar relieve montañoso, con elevaciones como "la teta Gilbuena" y "el Cerro del Berrueco".

### Naturaleza
Medinilla cuenta con un llamativo patrimonio natural, con abundantes especies animales, entre las que pueden destacarse las abubillas o el jabalí.

## Demografía
Medinilla cuenta con una población de 77 habitantes (INE 2024).
| Gráfica de evolución demográfica de Medinilla entre 1842 y 2021                                                       |
| |
| Población de derecho según los censos de población del INE. Población de hecho según los censos de población del INE. |

## Símbolos
Un escudo, probablemente de pizarra, localizado en la conocida tradicionalmente como "Calle de las Armas" representando una sencilla torre.
Explicación de la existencia del escudo
En el Catastro del Marqués de la Ensenada de 1753 figuraban, entre los 100 vecinos empadronados, dos Hijosdalgo: don Francisco y Don Miguel García de las Gradillas, hermanos y con familiares en el vecino municipio de Santibáñez de Béjar. Debieron de existir entre estos y el municipio de Medinilla diferencias en lo tocante al reconocimiento de tal condición pues en 1762 se inicia un pleito ante la Real Cancillería de Valladolid por parte de Don Francisco en el que, como es de rigor en este tipo de pleitos, se aporta cuantas partidas de bautismo, actas de matrimonio y testamentos avalen su ascendencia de familia con solar reconocido. Lo interesante del expediente iniciado es que aporta copia de una Real Carta de hidalguía de Alonso y Pedro García de las Gradillas, vecinos del de Medinilla, emitida en 1538 como carta ejecutoria (hoy diríamos "sentencia firme") tras el pleito iniciado en 1537 por los hermanos Pedro y Alonso García de la Gradillas, vecinos de Medinilla:

[...] cuyo tenor con cabeza y pie de dicha Real Carta” entre otras cosas ordena que: “alcaldes, alguaciles de esta nuestra casa y corte y chancillería, y a todos los concejos, corregidores, asistentes, gobernadores, alcaldes, alguaciles, merinos y otros jueces. ...... cualesquier, ansí del lugar de Medinilla como de todas las otras ciudades, villas y lugares de los nuestros reinos y señoríos que agora son y serán de aquí adelante y a cualquiera o cualesquier que corren y recaudan y empadronan o han y tuvieren que recoger y recaudar y empadronar en venta o en fialdad o en otra cualquier manera, ahora o de aquí adelante las nuestras monedas y pedidos y servicios y los otros pechos y derechos y tributos cualesquiera reales y concejales que los buenos hombres pecheros de dicho lugar de Medinilla y de todas las otras ciudades, villas y lugares de los dichos nuestros reinos y señoríos ....... y repartieren y derramaren en cualquier manera ansí para nuestro servicio como para sus menesteres y a cualquier o a cualquiera de los de ellos en nuestros lugares y jurisdicciones a quién esta nuestra carta carta ejecutoria fuera mostrada o este traslado originado de ..... público, sacado en pública forma con autoridad de juez o ande en manera que haga fe; salud y gracia. Sepades que el pleito para este trato en la nuestra corte y chacillería, que está y reside en la noble villa de Valladolid, ante los nuestros alcaldes de los hijosdalgo y notario del reino de Castilla que en esta residen, entre Alonso e Pedro García de las Gradillas, hermanos, vecinos del lugar de las Gradillas (sic), jurisdicción de la villa de Béjar y su procurador en su nombre de la una parte y el licenciado Francisco de Tapia, nuestro fiscal, en la dicha nuestra corte y chancillería en nuestro nombre y el concejo alcaldes regidores, oficiales y hombres buenos del dicho lugar de Medinilla, en ........... de rebeldía de la otra y era sobre razón de demanda, que por parte de los dichos Alonso y Pedro García de las Gradillas, ante los dichos nuestros alcaldes y notario contra los dichos nuestros fiscales y concejo fue puesta y presentada en que dijo que siendo como eran hombres hijosdalgo, notorios de padre y de abuelo y de solar conocido y devengan 500 sueldos según fueron de Castilla, habiendo estado ellos y los dichos sus padres y abuelo en tal posesión .... de tiempo inmemorial a aquella parte y de tanto tiempo que memoria de hombres no era en contrario y habiéndoles sido guardadas a todos ellos las honras, franquezas y libertades y exenciones de los otros hombres hijosdalgo de estos nuestros reinos, se les solía y acostumbraba guardar en especial de no pechar ni contribuir, como no habían pechado ni contribuido en ningunos pechos ni derramas reales, concejales en que pechaban y pagaban los otros hombres buenos, pecheros de estos nuestros reinos.

Posteriores indagaciones sobre la posible casa con solar conocido como origen del linaje nos encontramos con el del apellido "Gradilla" (sic) inventariado en el repertorio Blasones de varias familias de España realizado por Juan Fco. Hita, Rey de Armas de Felipe IV, ente los años 1641 a 1655 con la siguiente descripción:

Tienen su casa en el lugar de Gradilla de la Polera en la Junta del río Ubierna en las montañas de Burgos, y fueron sus mayores de los que eligieron y sirvieron al Rey Don Pelayo.

## Transporte
Pese a estar situado en un extremo de la provincia el municipio está más o menos bien comunicado pues cuenta con carreteras locales que lo conectan a los municipios vecinos y a dos importantes vías de comunicación que pasan por los mismos. Hacia el noroeste y oeste cuenta con dos salidas hacia la carretera SA-102 que en Sorihuela, ya en la vecina provincia de Salamanca, permite comunicar tanto con la nacional N-630 que une Gijón con Sevilla como la autovía Ruta de la Plata que tiene el mismo recorrido que la anterior permitiendo unas comunicaciones más rápidas con el municipio; Por otro lado hacia el sur una carretera local comunica con el vecino término de Neila de San Miguel y con la AV-100 que une El Barco de Ávila con San Bartolomé de Béjar y que permite además un segundo acceso a la provincia de Salamanca y a la mencionada autovía.
En cuanto al transporte público se refiere, tras el cierre de la ruta ferroviaria de la Vía de la Plata, que pasaba por los municipios de Sanchotello y Béjar y contaba con estaciones en los mismos, no existen servicios de tren en el municipio ni en los vecinos, ni tampoco línea regular con servicio de autobús, siendo la estación más cercana la de Béjar. Por otro lado el aeropuerto de Salamanca es el más cercano, estando a unos 76km de distancia.

## Cultura

### Tradiciones
Una de las costumbres más características de Medinilla es la de los Quintos, fiesta en la que se celebra la madurez de los jóvenes adolescentes, en su camino a adultos.[cita requerida] Los veraneantes siguen conservando la tradición, impidiendo que esta desaparezca. En esta celebración realizada en honor al santo San Julián (febrero) participan todos los jóvenes de dieciocho años. Algunas de las acciones más frecuentes que se realizan son: 
- Correr las cintas: se llama así a la tradición de ir subido en un burro con el objetivo de coger el máximo número de cintas posibles. Estas cintas se colocan a una elevada altura, siempre al alcance de los jóvenes, que deben intentar introducir un palo por la anilla situada a un extremo de la misma (prohibido utilizar las manos).
- Misa en honor a San Julián: los habitantes del pueblo acuden a la eucaristía en la iglesia. Frecuentemente, los quintos participan en la celebración a través de alguna lectura. Finalmente y a la salida de la iglesia, tiene lugar una pequeña procesión en la que se alzan algunos pendones y símbolos del pueblo.
- La carrera a la Teta Gilbuena. Es una famosa tradición para los abubillos subir todos los años la montaña llamada la Teta Gilbuena. Son 6,5 kilómetros aproximadamente en los que mientras corres conoces a la gente de otros pueblos que se suman a esta costosa tradición.

### La plaza de toros
Según los datos recabados por el investigador Gabriel Cusac, que ha realizado un trabajo antropológico sobre la ermita de Fuente Santa de Medinilla, la plaza de toros que forma parte del conjunto de edificaciones en las que se integra el templo, «pudiera ser la más antigua de España». De tal manera, según sus manifestaciones, se trata de una plaza de mediados del siglo XVII, de forma cuadrangular. Prueba de ello es que, «esta plaza ya es citada en documentos de espectáculos taurinos de finales del siglo XVII, por lo que puede considerarse la plaza de toros en uso más antigua de España». Sin embargo. El bejarano Javier Cusac ha realizado un estudio que se publicará en el Centro de Estudios Bejaranos a finales de este año y su interés en la ermita de Fuente Santa y los edificios añadidos radica, entre otras cosas, en que «Medinilla perteneció, en su día, al Ducado de Béjar».
El director de la Secretaría del Patrimonio de la Diócesis de Ávila, Óscar Robledo, ha afirmado a esta redacción que «en el inventario donde tenemos recogidos los bienes patrimoniales de la Diócesis de Ávila consta esta edificación como muy antigua, aunque no tenemos constancia de que sea la plaza de toros más antigua de España». En cualquier caso, el portavoz del Obispado, propietario de la finca, asegura que «no nos hemos planteado, de momento, ninguna actuación en Fuente Santa». Por su parte, la alcaldesa de Medinilla, Soledad Muñoz Arribas, ha afirmado que «el Ayuntamiento tiene mucho interés en que se cuide y se restaure debidamente e tanto la plaza como la ermita y los edificios contiguos» y ha manifestado que el consistorio está abierto a cualquier colaboración tendente a ello. Fuentes de la Junta de Castilla y León han afirmado que «no consta que haya ningún proyecto de restauración al respecto», aunque, si lo hubiera, estudiarían la posibilidad de financiación».

### Poemas populares
De la tradición poética del pueblo destaca su famoso cantar "Viva la Virgen de Fuente Santa". Dicho cantar, que se interpreta durante todas las celebraciones eclesiásticas del pueblo, es muy conocido por todos los habitantes del pueblo. 
La historia de dicho cantar se remonta al siglo XVI. Durante una cálida tarde del primer día del mes septiembre, un monje claretiano llamado Don Virgilio paseaba por los parajes naturales cercanos a la aldea. Se acercaba la hora de la oración y decidió arrodillarse en el campo, a las orillas de un pequeño manantial de agua sucia y no potable, y ponerse a rezar sus credos. Durante el décimo credo, cuenta la leyenda que una Virgen se le apareció ante sus ojos y le bendijo con felicidad y suerte. El monje, sorprendido, no podía creerse que aquella fuese la imagen real de la Virgen María. Pero sus dudas se disiparon cuando la supuesta "Virgen" le profetizó que los males de los hombres se verían calmados. Pero que para ello antes debería de pasarse por un periodo de completa destrucción, maldad y egoísmo humano, en el que lo único que importaba era el interés propio y las personas estaban movidas por intereses de poder y tierras. Después de haberse llevado a cabo esta anunciación la Virgen desapareció del manantial, no sin antes pedir al monje que anunciase el mensaje y que construyese en su honor una ermita. Cuando el monje se percató el agua del manantial era clara, pura y tan inmaculada como la propia presencia divina.
Desde aquel día el manantial recibió el nombre de Fuente Santa, y años después se construyó en sus alrededores la conocida ermita que recibe el mismo nombre Don Virgilio predicó el mensaje que la Virgen de la Fuente Santa le había pedido, y para ello compuso su obra poética "Viva la Virgen de Fuente Santa", que con el tiempo pasó de ser un poema escrito a convertirse en un cantar recitado por juglares, y en nuestros días por la gente del pueblo. El poema dice así:
El monje claretiano murió tempranamente a los diez años siguientes, pero no sin dejar patente una colección de manuscritos (de los que no se tiene constancia en la actualidad) pero de los que se sabe que afirmaban acontecimientos tan importantes como la Revolución Francesa o la Guerra de Independencia Española. Se cree que estos hechos los descubrió Don Virgilio en encuentros posteriores con la Virgen el mismo día que su primer encuentro y en el mismo lugar: la Fuente Santa.